# Шатохино
Шатохино (рос. Шатохино) — село в Желєзногорському районі Курської області Російської Федерації.
Населення становить 54 особи. Входить до складу муніципального утворення Басівська сільрада.

## Історія
Населений пункт розташований на території українського етнічного та культурного краю Східна Слобожанщина.
Від 2004 року входить до складу муніципального утворення Басівська сільрада.

## Населення
| 1862 | 1877 | 1905 | 1979 | 2002 | 2010 |
| ---- | ---- | ---- | ---- | ---- | ---- |
| 694  | ↘546 | ↘384 | ↘135 | ↘66  | ↘54  |